# پارا-آمینو فنول
پارا-آمینو فنل یک ترکیب آلی با فرمول شیمیایی H۲NC۶H۴OH است. به‌طور معمول به صورت پودر سفید رنگی عرضه می‌شود که از آن است که به عنوان عامل ظهور در فیلم سیاه و سفید استفاده می‌شود. در بازار تحت نام رودینول (Rodinal) موجود است.

## موارد استفاده
پارا-آمینو فنول یک ساختمان مرکب بلوکی دارد. پارا-آمینو فنول نتیجه  نهایی بخش میانی تولید صنعتی استامینوفن است، که از ترکیب پارا-آمینو فنول با انیدرید استیک بدست می‌آید.